# AFC Dunărea Călărași
Asociația Fotbal Club Dunărea 2005 Călărași, cunoscută în mod obișnuit ca Dunărea Călărași, este un club profesionist de fotbal din orașul Călărași, județul Călărași, care activează în prezent în Liga a III-a, al treilea eșalon al sistemului fotbalistic românesc.
Fondată în 1962, echipa Valahilor a promovat pentru prima dată în istoria sa în Liga I în sezonul 2017–18. Ulterior, aceasta a suferit retrogradări consecutive, mai întâi din Liga I, la finalul sezonului 2018–19, iar apoi din Liga a II-a după campionatul 2021–22.

## Istoric
Fotbalul și-a făcut apariția în orașul de pe malurile Dunării în anul 1919, odată cu înființarea clubului amator Ialomița Călărași, care a devenit rapid principala atracție a zilelor de duminică — moment în care întreaga comunitate se aduna să își petreacă timpul liber. În deceniile următoare, alte cluburi amatoare precum Tricolorul, Venus, FC Călărași și Energia au apărut și au contribuit la dezvoltarea fotbalului local. Această evoluție constantă a culminat în 1962, odată cu înființarea primului club profesionist al orașului, Celuloza Călărași.
Apărând destul de târziu pe scena fotbalului românesc, Celuloza nu a avut o ascensiune rapidă, ci a crescut treptat, an după an. În primii șase ani de existență, echipa a evoluat în Campionatul Regional București. La finalul ediției 1967–68, Celuloza a terminat pe primul loc în Seria Est a campionatului regional și a promovat în Divizia C.
În sezonul 1988-1989, Dunărea a evoluat în Divizia B.
În sezoanele 1995-1996, 1996-1997, 1997-1998, Dunărea a evoluat în Liga a II-a. În sezonul 1997-1998, Dunărea a colaborat cu formația Dinamo București, antrenorul principal a fost Valeriu Petrescu, președintele Consiliului de Administrație a fost edilul municipalității Nicolae Dragu, iar președintele clubului a fost Sima Constantin. Principalii finanțatori ai echipei au fost primăria și consiliul local.
Cea mai bună performanță a echipei a fost înregistrată în Cupa României, ediția 1991-1992. Din postura unei divizionare C, Dunărea Călărași avea să atingă faza sferturilor de finală, fiind eliminată de FC Politehnica Timișoara (Div. A) după 1-0 în turul de la Călărași și 0-2 în returul de la Timișoara. Până în faza sferturilor, Dunărea Călărași avea să elimine, în faza 16-imilor de finală, pe Gloria Bistrița (Div. A), scor 3-2 și în faza optimilor de finală, pe ASA Târgu Mureș, de asemenea divizionară A la acea vreme, cu scorul de 2-1.
După promovare, Valahii au avut un sezon excepțional în Liga a II-a, cu toate că Ionel Ganea a fost înlocuit, în februarie 2016, cu un alt fost internațional, Adrian Mihalcea, și au terminat pe locul 2, la doar trei puncte în spatele liderului Rapid București. Astfel, au obținut dreptul să joace barajul de promovare cu ocupanta locului 2 din Seria a II-a a Ligii a II-a, UTA Arad. În primul meci disputat la Călărași, Valahii s-au impus cu 3–1, iar visul promovării în Liga I părea mai aproape ca niciodată pe malurile Dunării. Din păcate, returul s-a transformat într-un coșmar, Valahii pierzând cu 1–4 la Arad și rămânând încă un sezon în Liga a II-a.
Sezonul 2016–17 al Ligii a II-a a adus schimbări majore și s-a trecut la un format cu o singură serie. Valahii au avut o evoluție foarte bună și au încheiat campionatul pe locul 7 din 20 de echipe. 
În vara anului 2017, Adrian Mihalcea a fost schimbat cu Adrian Iencsi, care după doar o etapă a fost înlocuit la rândul său de Dan Alexa. Odată cu sosirea lui Alexa, echipa a revenit miraculos. De la poziții modeste, Valahii au terminat prima parte a sezonului 2017–18 pe primul loc, cu un punct avans față de ocupanta locului 2, FC Hermannstadt, și șapte puncte față de locul 3, Chindia Târgoviște. Această performanță a fost posibilă datorită unei serii incredibile de 18 meciuri fără înfrângere, iar visul promovării devenea mai real ca niciodată. Partea a doua a sezonului a fost o continuare a acestei forme excelente. Valahii au stabilit un record al clubului ajungând la 32 de meciuri consecutive fără înfrângere, dintre care 13 victorii la rând. Valahii au reușit să termine pe primul loc, câștigând primul trofeu din istoria clubului și primul trofeu personalizat al Ligii a II-a. Această performanță remarcabilă le-a asigurat promovarea în Liga I pentru prima dată în istoria clubului și a județului Călărași.
Însă Dunărea a rezistat doar un singur sezon în Liga I, terminând sezonul pe locul 13.

## Stadion
Dunărea își dispută meciurile de acasă pe Stadionul Ion Comșa, situat în Complexul Sportiv al Tineretului din Călărași, care are o capacitate de 10.400 de locuri. La sfârșitul primăverii lui 2018, odată ce promovarea în Liga I a fost asigurată, s-a anunțat că stadionul va fi renovat și modernizat. Lucrările au început în prima jumătate a lunii iunie și au constat în schimbarea completă a suprafeței de joc, modificarea parțială a structurii tribunei și posibila instalare a nocturnei.

## Nume
- Celuloza Călărași 1962–1979
- Dunărea Călărași 1979–1986
- Oțelul Călărași 1986–1987
- Dunărea Călărași 1987–1992
- Sportul Călărași 1992–1994
- Dunărea Călărași 1994-2005
- AFC Dunărea 2005 Călărași 2005 - prezent

## Palmares
Liga a II-a
- Campioană (1): 2017–18
- Vicecampioană (1): 2015–16

Liga a III-a
- Campioană (5): 1980–81, 1984–85, 1987–88, 1991–92, 2014–15
- Vicecampioană (3): 1994–95, 2005–06, 2023–24

Cupa României
- Sferturi de finală (3): 1991–92, 2018–19, 2020–21

## Lotul actual
La 8 ianuarie 2025.
| Nr. |          | Poziție | Jucător            |
| --- | -------- | ------- | ------------------ |
| 2   | România  | F       | Robert Andreescu   |
| 3   | România  | F       | Marian Tudor       |
| 4   | România  | M       | Alexandru Sârbu    |
| 5   | Brazilia | F       | Marcus Diniz       |
| 7   | România  | M       | Marian Apostol     |
| 9   | România  | M       | Andrei Zaharia     |
| 10  | România  | M       | Marian Obedeanu    |
| 12  | România  | P       | Alexandru Costache |
| 13  | România  | M       | Luca Oprea         |

| Nr. |         | Poziție | Jucător                                    |
| --- | ------- | ------- | ------------------------------------------ |
| 14  | România | M       | Denis Cârciag                              |
| 15  | România | F       | Sebastian Burlacu (împrumutat de la Farul) |
| 16  | România | F       | Antonio Vlad                               |
| 17  | România | M       | Mihai Țicu                                 |
| 18  | România | M       | David Micu                                 |
| 19  | România | A       | Luis Nițu                                  |
| 20  | România | M       | Călin Mușat                                |
| 99  | România | P       | Cosmin Răduț                               |

## Foști jucători
- Mihai Antal
- Petrișor Toma
- Ilie Bratu
- Florin Popa
- Ilie Zeciu
- Dorinel Dincă
- Marian Nohai
- Mircea Minescu
- George Ivan
- Florea Mihăilă
- Nelu Farin
- Virgil Bogatu
- Constantin Ștefan
- Emil Ursu
- Dan Topolinschi
- Florin Stancu
- Ion Craiu
- Marius Milea
- Iulian Iacomi
- Doru Marin
- Daniel Ștefan
- George Coman
- Ștefan Marin
- Daniel Ilie
- Daniel Ionescu
- Gheorghe Vlase
- Valeriu Petrescu
- Mircea Banu
- Marius Lucan
- Mirel Condei
- Marius Păun
- Cosmin Onofrei
- Alexandru Munteanu
- Adrian Mihalcea
- Damian Băncilă
- Cosmin Păun
- Valentin Lemnaru
- Daniel Zdrâncă
- Marian Catană

## Foști antrenori
- Spiridon Niculescu (1976–1977)
- Ion Merlan (1979–1980)
- Ion Păunescu (1980–1981)
- Vladimir Marica (1984–1985)
- Dumitru Antonescu (1985–1987)
- Dudu Georgescu (1994–1995)
- Ion Moldovan (2007)
- Gabriel Stan (2008–2009)
- Valeriu Petrescu (2009–2012)
- Virgil Bogatu (2012–2013)
- Mirel Condei (2013)
- Ion Răuță (2014–2015)
- Ionel Ganea (2015–2016)
- Adrian Mihalcea (2016–2017)
- Adrian Iencsi (2017)
- Dan Alexa (2017–2019)
- Cristian Pustai (2019–2021)
- Mirel Condei (2021)
- Marius Milea (2021)
- Virgil Bogatu (2021)
- Marius Păun (2021–2022)
- Gheorghe Mihali (2022–2023)
- Marius Păun (2023–2024)

## Parcursul competițional
| Sezon   | Nivel | Divizie                      | Loc   | Note        | Cupa României      |
| ------- | ----- | ---------------------------- | ----- | ----------- | ------------------ |
| 2023–24 | 3     | Liga a III-a (Seria a III-a) | TBD   |             |                    |
| 2022–23 | 3     | Liga a III-a (Seria a III-a) | 5     |             |                    |
| 2021–22 | 2     | Liga a II-a                  | 18    | Retrogradat | Optimi de finală   |
| 2020–21 | 2     | Liga a II-a                  | 4     |             | Sferturi de finală |
| 2019–20 | 2     | Liga a II-a                  | 12    |             | Turul patru        |
| 2018–19 | 1     | Liga I                       | 13    | Retrogradat | Sferturi de finală |
| 2017–18 | 2     | Liga a II-a                  | 1 (C) | Promovat    | Turul patru        |
| 2016–17 | 2     | Liga a II-a                  | 7     |             | Turul partu        |
| 2015–16 | 2     | Liga a II-a (Seria I)        | 2     |             | Turul patru        |

| Sezon   | Nivel | Divizie                     | Loc   | Note     | Cupa României |
| ------- | ----- | --------------------------- | ----- | -------- | ------------- |
| 2014–15 | 3     | Liga a III-a (Seria a II-a) | 1 (C) | Promovat | Turul patru   |
| 2013–14 | 3     | Liga a III-a (Seria a II-a) | 5     |          | Turul trei    |
| 2012–13 | 3     | Liga a III-a (Seria a II-a) | 5     |          | Turul doi     |
| 2011–12 | 3     | Liga a III-a (Seria a II-a) | 12    |          | Turul patru   |
| 2010–11 | 3     | Liga a III-a (Seria a II-a) | 4     |          | Primul tur    |
| 2009–10 | 3     | Liga a III-a (Seria a II-a) | 8     |          |               |
| 2008–09 | 3     | Liga a III-a (Seria a II-a) | 6     |          |               |
| 2007–08 | 3     | Liga a III-a (Seria a II-a) | 13    |          |               |
| 2006–07 | 3     | Liga a III-a (Seria a II-a) | 8     |          |               |